# Битка за Порт Артур
Битка за Порт Артур, вођена 8. и 9. фебруара 1904, је била поморска битка којом је отпочео Руско-јапански рат. Почела је изненадним ноћним нападом сквадроном јапанских разарача на руску флоту укотвљену у Порт Артуру у Манџурији, и наставила се окршајем већих површинских бродова следећег јутра. Битка се окончала неодлучено. Борбе око Порт Артура ће се водити све до јануара 1905.

## Позадина

### Утврђења Порт Артура
До осамдесетих година XIX века Порт Артур (данас кинески Ли Шан) је био мало насеље са пристаништем за бродове. Тада кинеске власти изграђују поморски басен и организују прве фортификацијске радове у којима учествује око 4000 радника. До 1892. године тврђава и лука биле су углавном завршене. Цео систем утврђења био је подељен на поморски и копнени фронт одбране. Улаз у луку делио је поморски фронт на источни и западни одсек. На том фронту било је осам обаласких форова (утврђења) сталног типа наоружаних са 62 обалска оруђа система „Круп“ (нем. Krupp). Форови су били изграђени од земље и камена; горњи слојеви грудобана и нагиба били су делимично ојачани танким слојем бетона. Копнени фронт се преотезао од источне обале залива Та-Хо преко висова североисточно и северно од Порт Артура на Јанг-Шу-Коу, а западни од Порт Артура се спајао са обалним фронтом. На сваком већем вису се налазила по једна артиљеријска батерија, а у долини залива Лунг Ван (Голубији залив) од иловаче је било направљено неколико утврђења облика квадрата. Копнени део је иамо око 50 оруђа, а утврђења су била пољског типа без казамата и оклопа. Одбрамбена линија позната као „Мали Кинески зид“, повезивала је утврђења. На почетку јапанско-кинеског рата 1894—1895. г. Порт Артур је био главна кинеска поморска база. Јапанци су успели да га заузму 1894. године, али су га већ наредне године вратили Кинезима.

### Порт Артур под управом Русије
Још током шездесетих година XIX века Русија је приморала Кину да јој уступи пространу област у сливу реке Амур (Хај-Лунг Чјанг) да би 1896. године био је закључен уговор о узајамној помоћи којим Русија добија концесију за изградњу Кинеске источне железнице – веза Сибира преко Манџурије са Владивостоком. Децембра 1897. године руски ратни бродови су упловили у луку Порт Артур, а у марту 1898. године су биле искрцане и трупе. Кина је под таквим условима, исте године, уступила Русији у закуп на 25 година јужни део полуострва Љаодонг и луку Порт Артур, која тако постаје главна база руске ратне морнарице на Далеком истоку. Одмах по преузимању Порт Артура Русија уместо старих кинеских утврђења ипочиње да изграђује нова. Тиме Русија постаје веома озбиљан конкурент Јапану на азијском копну, због чега Јапан плански и убрзано почиње са припремама за рат против Русије.
Руски план одбране Порт Артура имао је озбиљних празнина; залив Та-Хо и Лунг Ван и горњи масив Лао-Тје Шана нису ушли у одбрамбени систем, те су унутрашња лука и објекти у бази могли да буду бомбардовани не излажући се ватри обалске артиљерије. Главна линија одбране копненог фронта била је повучена тако да је база и са те стране била изложена. Као основа у прорачуну отпорности фортификацијских објеката био је узет калибар опсадне артиљерије 132 mm, а јапанска бродска артиљерија имала је калибре 280 mm. До почетка руско-јапанског рата, 1904. године, на поморском фронту је од 25 батерија, предвиђених пројектом „Величка“, потпуно било завршено девет у типу сталне и 12 у типу пољске фортификације. Обалска артиљерија није имала пробојне и разорне гранате, већ само недовољно ефикасне од ливеног гвожђа. Рефлекторе су имале само батерија број, 4, 5 и 20. Неке батерија нису имале даљинометре и телефонску везу између осматрачница и ватрених положаја. На копненом делу фронта од предвиђених шест форова, пет утврђења – редута и линета и пет батерија у типу сталне фортификације, била су, углавном, завршена четири фора, три утврђења и три батерије. Позади утврђења источног дела копнене стране одбране био је изграђен градски зид који је са копнене стране опасивао стари град.

### Узроци руско-јапанског рата
Крајем XIX и првих година XX века Велика Британија, Немачка и Француска, освајају територије ослабљене Кине и удружују се у крвавом угушивању оружаног народоног устанка – тзв. „Ихетуански устанак“ (познатији као „Боксерски устанак“) 1899 – 1902. г.. Русија користи устанак да би окупирала Манџурију априла 1902. године и усмерила аспирације на Кореју. Исте године био је закључен и англо-јапански споразум, по коме ће једна страна бити неутрална ако друга буде увучена у рат због Кореје или Кине, што је у суштини био подстицај да Јапан зарати са Русијом.
Јапан, до 1903. године ствара моћну армију и почиње отворено надметање за хегемонију у том делу света. Такав став Јапана мање-више отворено подржавају владе Велике Британије и САД којима није одговарало јачање утиција Русије на Далеком истоку. САД су Јапану одобриле велики зајам, углавном за војне потребе. Не би ли одвукла пажњу Русије од догађаја у Европи, тј. омогућила реализацију своје агресивне политике без руског уплитања, Немачка је свим средствима потхрањивла агресију према Јапану.
Године 1903. передлози јапанске владе за „мирно“ решење проблема постају све више категорични а све мање прихватљивији за Русију. Најпре је било предложено да Русија евакуише своје трупе из Манџурије и призна протекторат Јапана над Корејом, а за узврат је било обећано слободно деловање руских јединица ради заштите Кинеске источне железнице. Но, услед спорости руске дипломатије, и поред тога што је руска влада била вољна, да уз извесна ограничења, прихвати овај предлог, изостао је било какав одговор, захтеви бивају проширени захтевом јужног дела Манџурије. Овај нови предлог, којим је Јапан посезао за територијом Манџурије, Русија је енергично одбила.
Јапан је 23. децембра 1903. године поновио предлог у улитимативној форми уз демонстративне војне акције – позив резервистима, пребацивање нових војних снага у Кореју и друге мере. Претпостављајући да Јапан у догледно време неће ипак отпочети рат, већ да је то само демонстрација, руска влада покушава да отезањем преговора добије времена за појачавање снага на Далеком истоку. Но, Јапанци нису хтели да изгубе драгоцени тренутак и међународну сутуацију, те прекидају дипломатске односе са Русијом 6. фебруара 1904.

## Битка
Првих шест месеци рата, у Порт Артуру ужурбано се радило на изграђивању утврђења. Били су дограђивани форови, изграђиване и наоружаване артиљеријске батерије. После јапанског покушаја, 24. фебруара 1904. године да блокира улаз у луку, Руси су, да би се обезбедили од даљих оваквих покушаја, поставили на самом улазу две обалске батерије, извршили допунско запречавање и појачали патролну службу. Када су Јапанци, користећи се непокривеним просторима између залива Та-Хо и Лунг Ва, извршили 25. фебруара артиљеријски напад на бродове у луци, била је постављена батерија број 22, а водени рејон миниран, и тиме је, бар релативно, била попуњена ова празнина.
12. марта Јапанци су поново бомбардовали луку преко висова Лао-Тје Шана. Након овог напада Руси су и на Ло-Тје поставили обалске батерије, а минирали водени рејон јужно од њега. Уз помоћ осматрачница на копну, било је организовано посредно гађање бродске артиљерије из луке. На копненом фронту између форова били су изграђивани стрељачки ровови и утврђања пољског типа, ојачавани жичаним препрекама. Након завршетка ових радова били су изграђени предњи положаји са редутима „Водопроводниј“ (рус. Водопроводный), Кумирненскиј (рус. Кумирненкский) и утврђења на висовима Угловаја, Длинаја и Високаја. Крајем јула 1904. године копнени фронт Порт Артура састојао се од линије форова 1,2, 3, 4 и 5, утврђења 3, 4 и 5 и батерија А, Б, В, Г, Д. У међупросторим су били изграђени стрењачки ровови, а испред читаве линије био је појас жичаних препрека. Копнени фронт био је подељен на три дела: Источни – од обалске батерије број 22 до утврђења број 3, са предњим положајима на Та Ку Шану и градским зидом у позадини; Северни – од насипа железничке пруге и утврђења број 3 до фора 1 до обалске батерије 1, са предњим положајима на висовима Високаја, Длинаја, Угловаја и др. Сужавањем опсаде тврђаве са копна, било је појачано ангажовање обалске, а касније и бродске артиљерије у подршци одбране копненог фронта. Августа 1904. године биле су формиране две комбиноване групе обалске и бродске артиљерије за подршку копненог фронта. У прву групу биле су ушле батерије 12 – 22 и бојни бродови „Ретвизан“ и „Севастопољ“ (рус. Севастополь), а у другу батерије 1 – 11 и бојни бродови „Пересвет“, „Победа“ и „Полтава“.

### Руска флота
У том тренутку, у Порт Артуру, под командом адмирала Старка, била је базирана главнина руске Тихоокеанске флоте – седам бојних бродова, један оклопни крсташ, седам крстарица, 24 разарача, 10 торпедних чамаца, седам топовњача и два минополагача. На вести о прекиду преговора о мирном решењу спора вођених у Санкт Петербургу, флоти је била дата узбуна, али предузете мере борбеног обезбеђења биле су површне и непотпуне: бојни бродови су и даље били на спољном сидришту, изложени евентуалном изненданом нападу торпених чамаца; лаке крстарице нису биле послате на извиђања а само два разарача на патролној линији која се налазила педесетак километара од луке, патролирала су са упаљеним позиционим светлима и нису имала наређење за отварање ватре на сумњиве бродове; једна од топовњача, одређена за подршку патроле, није испловила у ноћи предстојећег јапанског напада услед хаварије машина, а земена није била послата; угаљ је био укрцаван ноћу, а бродови који су то радили имали су упаљена сидрена и палубна светла; светионици на улазу у луку нису били погашени, што је умногоме олашавало оријентацију јапанским бродовима. Још већа погрешка је учињена и пре заоштреног међународног положаја од стране руске команде која је поделила и тиме развукла своју флоту између Порт Артура и Владивостока – на ширину од скоро 2500 km. У Владивостоку је био базиран Владивосточки одред у чијем саставу је било три оклопна крсташа, једна крстарица и десет торпедних чамаца, са задатком да води тзв. крстарички рат у Јапанском мору, док је у Чемулпу (данас Инчон, Јужна Кореја) била базирна једна лака крстарица и једна топовњача.

### Јапанска флота
Јапанска флота се на темељу искустава из Првог кинеско – јапанског рата (1894 – 1895. г.), пре кога је била учинила велику грешку жртвујући оклоп и тешко наоружање својих бродова у корист постизања што веће брзине, и током девет година се добро спремила, а њени бродови су били последња реч тадашње војне бродоградње. Бродови су били и добро наоружани и добро оклопљени, са врло добрим поморским својствима и веома отпорни у борби. Поред тога флота је била прилично хомогена са низовима јединица истог типа.
Јапанска флота је у рат ушла са шест бојних бродова, осам оклопних крсташа, 12 крстарица, 45 разарача и торпедних чамаца, 11 топовњача, 17 помоћних бродова. Била је подељена у две екадре, а ескадре у истородне тактичке групе – дивизије, док је у резерви била још једна, трећа ескадара, састављена од застарелих бродова, за оперције на евентуалним секундарним акцијама у Јапанском мору. Поред тога јапанска флота је формирала и једну покретну базу која се састојала од 15 помоћних бродова, радионица и транспорта угља, муниције и осталог материјала. Официри јапанске морнарице су били веома искусни као и већина њиховох бродских посада захваљујући томе што је јапанска морнарица била у рату пре девет година.
Већина адмирала и команданата је била не само изванредно добро школована но је располагала и сопственим ратним лукавствима. На темељу ових драгоцених искустава које су Јапанци веома брижљиво чували флота је вршила сталне вежбе, тако да је квалитет јапанске флоте био на почетку XX века на изузетно високом нивоу. Велики бродови били су бржи и тежи од руских и више оклопљени. Јапански бродски топови били су истог калибра као и руски али су били ефикаснији и већег домета. Јапанска флота била је концентрисна у Сасебу, на острву Кјушју, у непосредној близини ратишта, одакле је контролисала Корејски канал и могла дејствовати ка Порт Артуру и Владивостоку. Уређене базе налазиле су се и у Куреу, Мајзуру и Хакодатеу. Јапански ратни бродови могли су да пристајни или да врше ремонте поред тих и у још 11 великих бродоградилишта. Руска флота која је била слабија и подељена на две међусобно удаљене базе, што је противнику дало могућност да је туче по деловима.

#### Поређење две флоте
Руска флота била је потпуно другачија од јапанске. Њени бродови су били веома лоше конструкције и имали су слаб стабилитет, тако да је њихова борбена отпорност била веома слаба. Руска флота није имала борбеног искуства а њени официри су били школовани у застарелим схватањима. Тактичке групе бродова – бојни бродови, крстарице, разарачи – нису биле хомогене услед уврштавања застарелих бојних бродова који су ретко испловњавали. У саставу руске флоте био је веома велики недостатак торпедних јединица, док је јапанска флота овим јединицама поклањала веома велику пажњу и сходно томе је располагала са 40-ак торпедних чамаца према само 24 у руској флоти. Осим тога су јапанске торпедне јединице биле боље од руских и њихова брзина је досезала 29 до 31 чвор према 26 до 27 чворова брзине код руских торпедних чамаца.

### Планови
Руским планом дејства поморских снага у Тихом океану – који је полазио од претпоставке да ће Јапанци тежити да обезбеде превласт у Жутом мору и осигурају неометано пребацивање копнених снага са острва на копно Азије – највероватније у Приамурски рејон, на полуострво Кван-Тунг и у Кореју, било је предвиђено да руска флота, ослањајући се на Порт Артур, очува превласту Жутом мору, спречи десант јапанских трупа на западну обалу Кореје, одвуче део јапанских снага са тежишта, и секундарним поморским операцијама онемогући покушај десанта у Приамурски регион. Основна слабост овог плана у целини била је потцењивање снага и могућност јапанске армије и флоте и одсуство пуног садејства руске копнене војске и флоте.
Јапански ратни план био је изразито офанзиван. Основна идеја била је задобијање превласти на мору изненадним нападом и уништењем дела руске флоте базиране у Порт Артуру; на почетку рата десант 1. јапанске армије, као и појачања од преко 100.000 људи у луци Чинампо, у Кореји. Јапанска флота је при тома имала веома важан задатак да пружи потпуну сигурност током пребацивања, јер је од њега зависио успех целокупног ратног плана. Ради тога је команда јапанске флоте одлучила да још пре објаве рата изненада са торпедним јединицама нападне руску флоту у бази Порт Артур, а да после тога читава јапанска флота навали на руску или да је блокира у њеним базама. Због тога је главнина јапанске флоте – шест бојних бродова, девет крстарица уз пратњу извесног броја разарача – добила задатак да нападне део руске флоте у Порт Артуру; крстарички одред – један оклопни крсташ, пет крстарица и осам разарача да обезбеди пребацивање 1. армије у Кореју. У скалду са ратним палном главни командант јапанске флоте адмирал Хејхачиро Того (1847 – 1934. г.) разрадио је план изненадног напада на руску флоту.
У целини узев, јапански план је био реалан, јер је почивао на потпуно исправној процени могућности јапанске и слабости руске флоте.

### Јапански напад
Јапанска Комбинована флота – шест бојних бродова, шест оклопних крсташа, десет крстарица и око 36 разарача и торпедних чамаца – под командом адмирала Тогоа, испловила је 6. фебруара 1904. године из главне јапанске поморске Сасебо и кренула на извршење почетних операција чији је циљ био стратегијско изненађење Русије и измена односа снага на поморском ратишту. Сутрадан, 7. фебруара, у Жутом мору, из састава главнине снага издвојио се одред адмирала Уриуа – један оклопни крсташ, четири крстарице, осам разарача и три транспортна брода са првим ешалонима 1. армије и упутио се за Чемулпо.
Увече 8–9. фебруара јапанска Комбинована флота допловила је на око 90 km источно од Порт Артура, код острва Раунд (Round Island – Јиан Тао) где су се из њеног састава издовојило пет дивизиона разарача. Три дивизиона – укупно десет бродова – кренула је у напад на руску флоту. Јапански разарачи полвили су погашених светала и неопажено прошли патролну линију руских бродова, приближили се сидришту и прешли у напад. Два дивизиона су била упућена ка Та-Леин где се претпостављало да има руских ратних бродова.
Напад је трајао од 23:33 часова 8. фебруара до 00:50 часова 9. фебруара; било је је лансирано 16 торпеда са удаљености од око 800 метара. Три су погодила циљ – тешко су били погођени и на дуже време избачени из строја бојни бродови „Цесаревич“ и „Ретвизан“ и крстарица „Палада“ (рус. Паллада). Руси су били потпуно изненађени и тек су после експлозије торпеда насумице отворили ватру.
Јапанци су постигли делимичан успех пошто су разделили своје снаге – од пет дивизиона разарача, два су послали у напад на Та-Лиен – уместо да изврше истовремени удар нападали су у интервалима по групама.
Ово је имало кобне последице на даљи ток рата, јер је после овог напада јапанска флота постала скоро два пута јача од руске ескадре у Порт Артуру, па је на тај начин одмах по почетку непријатељстава Јапан добио превласт на мору. Следећег дана отпочело је искрцавање јапанских трупа – четири батаљона пешадије – у Чемулпу, где су 9. фебруара, после храбре, али потпуно неравноправне борбе, биле потопљене лака крстарица „Варијаг“ (рус. Варяг), која се тешко повукла у луку где је и њу и топовњачу „Корејец“ (рус. Кореец) потопиле сопствене посаде. Наредног дана те трупе су заузеле Сеул. Истог дана, 10. фебруара, Јапан је објавио рат Русији.
Пре поднева 9. фебруара главнина Комбиноване флоте се појавила пред Порт Артуром да би наношењем артиљеријског удара експлоатисала напад разарача. Руска ескадра – пет бојних бродова и пет крстарица, под командом армирала Старка, дигла је сидра и око поднева прихватила борбу. Артиљеријски дуел у противкурсевима на удаљености између 4.000 и 6.500 метара, уз подршку десет обалских батерија са Тигровог полуострва и Златног брега, водио се око тридесет минута. Ниједан брод није био избачен из борбе, а губици у људству, на обе стране, били су незнатни. С обзиром да се руска ескадра није удаљавала из зоне дејства обалске артиљерије, адмирал Того се повукао са капиталним бродовима, а пред Порт Артуром је оставио крстарице, разараче и торпедне чамце.

## Блокада Порт Артура
Изборивши у првим данима рата превласт на мору, Јапанци су отпочели искрцавање 1. армију у западној Кореји и са флотом блокирали Порт Артур, испред кога су руски монополагачи „Енисеј“ (рус. Енисей) и „Амур“ положили око 640 мина.
Употребивши 80 транспортних бродова Јапанци су до 29. марта потпуно неометано завршили искрцавање 1. армије у Кореји.
Од фебруара до маја 1904. године јапанска флота је четири пута гранатирала Порт Артур и три пута брандерима покушала да запречи улаз у луку.
Први покушај затварања Порт Артура био је учињен 24. фебруара 1904. године са пет пароброда (брандера) натоварених камењем и пратњом од 12 разарача. У 03:00 часова били су осветљени рефлекторима и обасути ватром руских батерија са Тигровог полуострва и бојног брода „Ретвизан“, који је тада лежао насукан на улазу у луку; потпопљено је свих пет пароброда и један разарач. Покушаји Јапанаца да 27. марта и 3. маја затворе улаз у луку такође су били пропали. У сва три напада било је употребљено 16 пароброда – брандера и сви су били потопљени (11 бродском и обалском артиљеријом, један торпедом са разарача и један мином.
После почетних неуспеха руске флоте на Далеком истоку, царска влада је сменила адмирала Старка и за команданта Тихоокеанске флоте је поставила Степана Јосиповича Макарова (8. јануар 1849 – 13. април 1904. г.), у то време најспособнијег руског адмирала. Његовим доалском била је побољшана одбрана базе с мора и отпочела је жива активност поморских снага базираних у Порт Артуру. Одмах по преузимању дужности, адмирал Макаров је захтевао да се из Балтичког мора, железницом, на Далеки исток пребаце осам већих и 40 мањих торпедних чамаца и одред адмирлала Вирениуса – један бојни брод, две крстарице и седам разрача – који се налазио у Средоземном мору, али команда Ратне морнарице није прихватила овај његов предлог. По доласку у Порт Артур, 8. марта 1904. године, адмирал Макаров је Тохоокеанској флоти поставио ове задатке: спречити Јапанцима десант на Квантуншко полуострво; иницијативу постепено преузимати дејствима лаких поморских снага, а по повратку оштећених бродова, принудити Јапанце на одлучну битку; дејствима на поморским комуникацијама у Жутом мору спречавати превожење јапанских појачања у Кореју и крстаричким ратом у Јапанском мору везати делове јапанске флоте из Жутог мора.
Адмирал Макаров се посебно залагао, да му се, ради боље организације садејства, потчини портартурска тврђава, но цар Николај II Романов  ју је потчинио генералу Алексеју Николајевичу Куропаткину (1848 – 1926), команданту копнених снага на Далеком истоку. Постављањем балванских и минских препрека, проширењем мреже осматрачких и рефлекторских станица и ораганизацијом садејства поморских снага и обалске артиљерије створио је повољније услове за ефикаснија дејства у борби за повољан оперативни план.
Ујутро 10. марта, два руска разарача, који су се враћала са извиђања, сукобили су се јужно од Лао-Тје Шана са шест јапанских разарача. У том сукобу био је потопљен руски разарач „Стергушци“ (рус. Стергущий) а сутрадан су у спољну луку испловили бојни бродови и крстарице. Приликом јапанског бомбардовања Порт Артура 23. марта, руска ескадра је поново испловила на спољно сидриште и уз подршку обалских батерија отворила ватру на јапанску ескадру која се повукла. Извиђачка, минска и противминска делатност у водама око Порт Артура су била настављена – нарочито од стране јапанских снага, али су 13. априла Руси претрпели тежак ударац. У помоћ разарачу „Страшњи“ (рус. Страшнъй), који се грешком био прикључио јапанском саставу разарача, испловио је ујутро оклопни крстраш „Бајан“ (рус. Баян), а потпом и четири бојна брода и две крстарице. На хотизонту су се тада појавили и јапански бојни бродови и крстарице. Приликом маневрисања на спољном сидришту бојни брод „Петропавловск“ је наишао на мину у плићаку, који су током претходне ноћи положили јапански разарачи и потонуо заједно са целокупном посадом – 681 члан и адмиралом Макаровим, а бојни брод „Победа“ је био теже оштећен. Команду над Тихоокеанском флотом преузео је адмирал Алексејев, а ескадру у Порт Артуру – сада под именом Прва тихоокеанска ескадра, под новим командантом, адмиралом Виљгелмом (рус. Вильгелм) Карловичем Витгефтом, прешла је у дефанзиву.
Ослабивши руску ескадру, Јапанци су организовали уску блокаду Порт Артура. Блокадни одред, који се у почетку састојао од разарача, патролирао је у непосредној близини луке, а на између 20 и 40 km налазила се подршка саставњена од крстарица. Главнина флоте – бојни бродови, оклопни крсташи и крстарице – била је базирана код острва Елиот и у водама око северозапада Корејског полуострва. Излазне руте из луке биле су миниране са више од 500 мина. Портартурске снаге, са само три бојна брода у евентуалном борбеном поретку – није испољавала скоро никакве активности.
Форсирањем реке Јалу и заузимањем Фенг-Ченга, погибијом адмирала Макарова и осетним слабљењем руске флоте били су створени услови за десант јапанске 2. армије генерала Окуа на полуострво Љаодонг. Да би онемогућили евентуална дејства руске флоте у време десанта, Јапанци су 3. маја са осам пароброда по трећи и последњи пут предузели акцију затварања улаза у портарурску луку, али и овај пут неуспешно. Распоред јапанске флоте за обезбеђење десанта био је: 2. ескадра – пет оклопних крсташа, пет крстарица, четири разарача и осам торпедних чамаца, под командом адмирала Хиконојо Камимуре (1. мај 1850 – 7. август 1916. г.) контролисала је Корејска врата и обезбеђивала десант од Владивосточког одреда; одред старијих бродова са укрцаном пешадијом требало је да овлада десантном основицом одред адмирала Катаоке – један бојни брод, шест крстарица и 16 торпедних чамаца непосредно је осигуравао и подржавао конвој; главнина флоте, 1. ескадра – шест бојних бродова, четири крстарице и 30 разарача и торпедних чамаца осигуравала је десант из правца Порт Артура. Први ешалон 2. армије био је укрцан 3. маја у луци Чинампо на 36 транспортних бродова и искрцан 5. маја у рејону Пи-Цу-Воа. Током осмодневне десантне операције на 200 транспортних бродова било је превезено око 60000 људи и 216 артиљеријских оруђа. Прва тихоокеанска ескадра, тесно блокирана у својој бази, није испољила никакву активност; једино је командант минополагача „Амур“ 14. маја самоиницијативно положио минску препреку на рути јапанског блокадног одреда, на којој су сутрадан, 15. маја наишли и потонули јапански бојни бродови „Хацусе“ (Hatsuse) и „Јашима“ (Yashima). Наредних дана су, руским минама, били потопљени два разарача, једна топовњача и један помоћни брод, а један оклопни крсташ, избегегавајући минско поље, у судару је потопио крстарицу „Јошино“ (Yoshino).
У борбама за Чин-Чоуа, на приморском крилу копнених операција учествовала су само два разарача и једна топовњача.

## Покушај пробоја руске флоте и битка у Жутом мору
Након пораза руске армије код Ва-Фанг-Коуа, 14 – 15. јуна, изложена дејству јапанске опсадне артиљерије, непосредно бива угрожена и Прва тихоокеанска ескадра у Порт Артуру. Главнокомандујући адмирал Алексејев наредио је, сходно томе, адмиралу Витгефту да ескадру треба припремити за одлучну битку и пробој, те пребазирање у Владивосток. Ескадра је испловила 23. јуна са шест бојних бродова, оклопним крсташем, четири крстарице и 12 разарача, али да би избегла борбу са јапанском флотом – пет бојних бродова, четири оклопна крсташа, 13 крстарица и око 30 разарача и торпедних чамаца, вратила се истог дана у Порт Артур.
Првих дана авуста отпочела је опсада тврђаве Порт Артур. Јапанци су избили на предње положаје руске одбране, извукли бродске топове на копно и отпочели бомбардовање луке. У таквој ситуацији руска команда је одлучила да прва ескадра предузме одлучну операцију за пробој у Владивосток.
Последњи пут ескадара је, у пуном саставу – шест бојних бродова, четири стара бојна брода, четири крстарице и око 30 разарача и торпедних чамаца, испловила 10. августа и у покушају пробоја под борбом, претрпела је тежак пораз у бици у Жутом мору. У Порт Артур се вратило пет бојних бродова, једна крстарица, три разарача и санитетски брод. У августу је од јапанских мина потонуло два разарача.
Не успевши да избори превласт на мору престала је да постоји као организована борбена снага. Јапанска флота је, пак, задобивши превласт на мору могла несметано да снабдева и попуњава своје армије у Манџурији и на полуострву Љаодонг, што је утицало на крајњи исход рата.

## Пад Порт Артура
Крајем августа преостала руска флота била је подељена на три смостална одреда. Појединим бродовима биле су додељене обалске батерије да их послужују и снабдевање; бојни брод „Ретвизан“ послуживао је 11 батерија (од броја 12 до броја 22), два фора и четири рефлекторске станице. Десантни одреди морнара са бродова учествовали су у борбама против Јапанаца на форовима 2 и 3, а бојни брод „Севастопољ“ тукао је јапанске положаје из залива Та-Хо. У другој групи били су бојни бродови „Пересвет“, „Победа“ и „Полтава“. У борбама до септембра и октобра бродови ескадре су тукли јапанске положаје са унутрашњег сидришта и водили сталну борбу против јапанских блокадних снага. Руски разарачи су положили око 100 мина на којима су потонули једна крстарица, један разарач и три топовњаче. Адмиралу Роберту Николаевичу Вирену, новом команданту Прве ескадре, наређено је да употреби сву снагу за одбрану тврђаве; да бродове чува и остане у Порт Артуру докле год је могуће, у противном, да се пробије у Владивосток или у неутралне луке, а само у крајњем случају да потопи бродове.
Јапанци су, по освајању висова Високаја и постављању осматрачнице на њему, прецизном артиљеријском ватром 6. и 7. децембра 1904. године потопили бојне бродове „Полтава“, „Ретвизан“ и „Победа“, а 8. и 9. децембра крстарицу „Палада“ и оклопни крсташ „Бајан“. Последњи велики брод Прве ескадре, бојни брод „Севастопољ“ испловио је у спољну луку у залив Бели Вук (рус. Белый Волк), одакле је успешно одбијао нападе јапанских разарача и торпедних чамаца све до 1. јануара 1905. године, а тада га је потопила сопствена посада, заједно са топовњачом „Отважњи“ (рус. Отважньй). Ноћу, између 1. и 2. јануара шест разарача и неколико мањих бродова пробили су јапанску блокаду и склонили се у неутралне луке. 2. јануара 1905. године, након 197 дана опсаде, Порт Артур је капитулирао.

## Порт Артур 1905—1955. г.
Мировним уговором, потисаним посредовањем америчког председника Теодора Рузвелта у граду Портсмуту (енг. Portsmouth), САД, 5. септембра 1905. године, Порт Артур и јужна половина острва Сахалин су припали Јапану, а Русија је морала да се повуче из Манџурије и да призна Кореју као јапанску интересну сферу. Порт Артур је остао под јапанском окупацијом наредних 40 година. Током тог периода служио је као веома јака јапанска база и оперицијски ослонац за даље напредовање у Азију, а нарочито након освајања Манџурије, 1931.
По споразуму потписаном 14. августа 1945. године између совјетске и кинеске владе Порт Артур је – након што су га 23. августа заузеле трупе Црвене армије – постао заједничка поморска и ваздухопловна база Совјетског Савеза и Народне Републике Кине. Уговором од 14. фебруара 1950. године требало је да га СССР уступи НР Кини до краја 1952. године, али је на захтев кинеске владе боравак совјетских трупа био продужен.
12. октобра 1954. године био је закључен споразум између кинеске и совјетске владе по коме ће се СССР повући своје трупе из Порт Артура, а све објекте и постројења у бази предати НР Кини. Ово је и било учињено до маја 1955. године. Данас је Порт Артур, односно кинески Ли Шун, град, лука и поморска база НР Кине у истоименом заливу – Ли Шун Чианг, на југозападном делу полуострва Љаодонг.

## Закључак
Обе одлучујуће битке у Руско-јапанском рату потврдиле су важност јаке оклопне заштите и артиљерије великог калибра. Ефикасни домет артиљерије знатно је порастао. Тактика је у суштини остала линијска. Није било организованог садејства између тактички истородних група бродова – пре свих бојних бродова и крстарица и употребе артиљеријског и торпедног оружја. Торпедно оружје је заказало, углавном због малог домета, док су мине имале важну улогу. Генерална битка била је подељена на одвојене бродове. Рат је још више нагласио систематске припреме флоте, уређености и опремљености база за снабдевање, ремонт и безбедност бродова и њиховог повољног распореда на ратишту.
Употреба торпедних бродова, мина и обалске артиљерије у блокади Порт Артура је била последња уска блокада. Посебно је била карактеристична свакодневна борбена делатност флоте. Ова систематска борбена активност јавила се као резултат нових снага и средстава флоте, а била је изражена у сталном систематском извиђању, полагању офанзивних и дефанзивних минских препрека, и организацију противминске и противторпедне одбране на бојишту. С тим у вези веома је порастао значај лаких снага морнарице. Поукама стеченим у овом рату користиле су се готово све морнарице за извршење коренитих промена у њиховом развоју.